# 進歩民主同盟 (赤道ギニア)
進歩民主同盟（しんぽみんしゅどうめい、スペイン語: Alianza Democrática Progresista、ADP）は赤道ギニアの政党キリスト教民主主義を標榜し、与党である赤道ギニア民主党とは対立関係にある。2009年現在の党首はフランシスコ・オロ・バハモンデ(スペイン語: Francisco Olo Bahamonde)であるが、進歩民主同盟の最重要人物としては、首都マラボ初の民主的な選挙で選ばれた市長、ヴィトリーノ・ボレキア(スペイン語: Victorino Bolekia)が挙げられる。ボレキアは赤道ギニア国内における赤道ギニア民主党政権に対する反対派として最もよく知られた人物のひとりである。